# Steve Raines
Steve Raines est un acteur et scénariste né le 17 juin 1916 décédé le 4 janvier 1996 à Grants Pass (Oregon).

## Filmographie

### comme acteur
- 1947 : Along the Oregon Trail : Henchman Steve
- 1947 : Under Colorado Skies (en) de R.G. Springsteen : Henchman Pony
- 1948 : Oklahoma Badlands : Henchman
- 1948 : Sundown in Santa Fe : Henchman
- 1948 : Frontier Revenge : 1st Dawson Brother
- 1949 : Sheriff of Wichita : Henchman Will
- 1949 : Son of a Badman : Henchman Larson
- 1951 : Border Fence : Steve Patterson
- 1953 : L'Homme des vallées perdues (Shane) de  George Stevens : Ryker man
- 1954 : La Rivière sanglante (Drums Across the River)
- 1955 : Count Three and Pray : Jake
- 1956 : Naked Gun : Stevens
- 1958 : Cattle Empire : Paul Corbo
- 1958 : Street of Darkness (en) : Flakey
- 1967 : Mosby's Marauders : Sgt. Maddux
- 1968 : Les Mystères de l'Ouest (The Wild Wild West), (série TV) - Saison 4 épisode 24, La Nuit de l'Epidémie (The Night of the Plague), de Irving J. Moore : Ben
- 1968 : Le Virginien' (TV) Saison 6 épisode 13 (Execution at triste/ le tireur d'élite) : Morgan Oliver
- 1968 : Le Virginien' (TV) Saison 7 épisode 12 (Nora) : Charley Kroger
- 1970 : Macho Callahan : Bartender
- 1971 : Le Virginien (TV) saison 9 épisode 23 (Wolf Track) : Carlson